# 久留米総合スポーツセンター
久留米総合スポーツセンター（くるめそうごうスポーツセンター）は、福岡県久留米市の中央公園にある運動施設。
久留米アリーナ、久留米市野球場、陸上競技場、テニスコート、武道館、弓道場からなる。

## 施設
- 久留米アリーナ

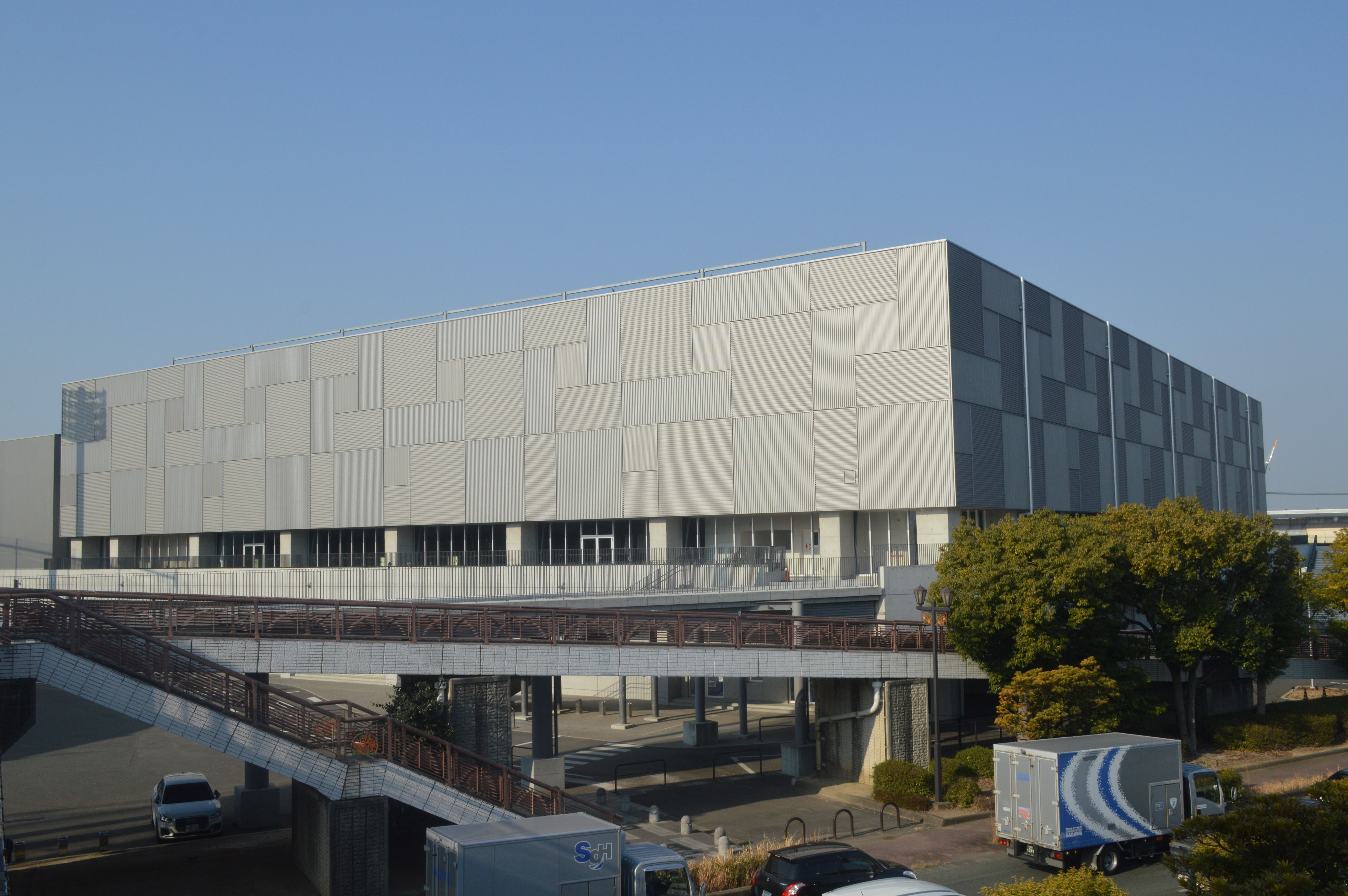
久留米アリーナ

  - メインアリーナ - 64メートル×40メートル。固定座席3000席。
  - サブアリーナ - 34メートル×23メートル。固定座席128席。
- 久留米市野球場 - 両翼98メートル、中堅122メートル。内野約6,000席、外野約2,000人収容。
- 久留米総合スポーツセンター陸上競技場
  - 主競技場 - 全天候型舗装。第2種公認競技場。
  - 補助競技場 - 全天候型舗装。
- 久留米総合スポーツセンターテニスコート - 砂入人工芝8面。
- 久留米総合スポーツセンター武道館 - 16メートル×58メートル。固定座席272席。
- 久留米総合スポーツセンター弓道場 - 12人立ち。近的・遠的。

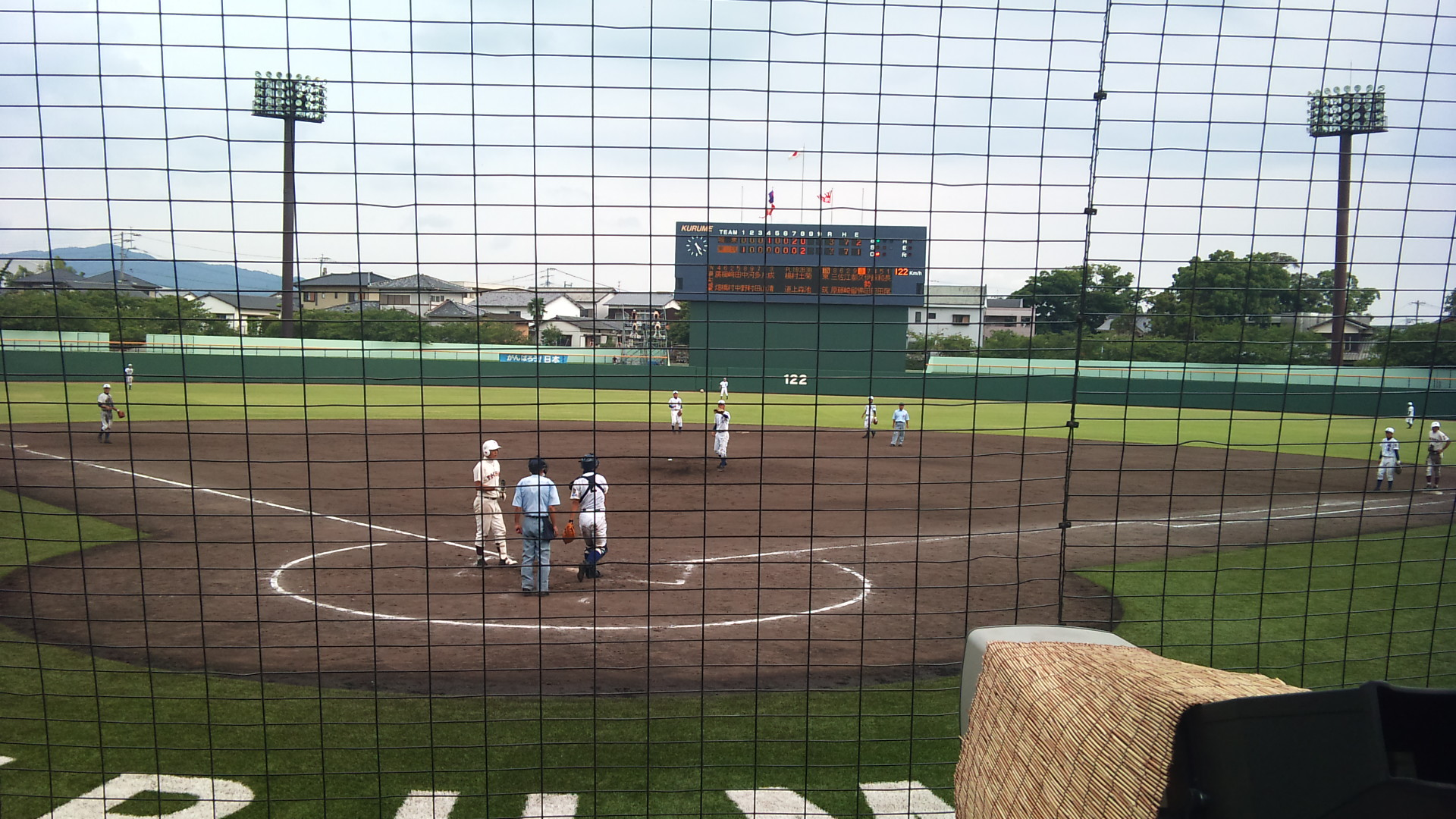
久留米市野球場
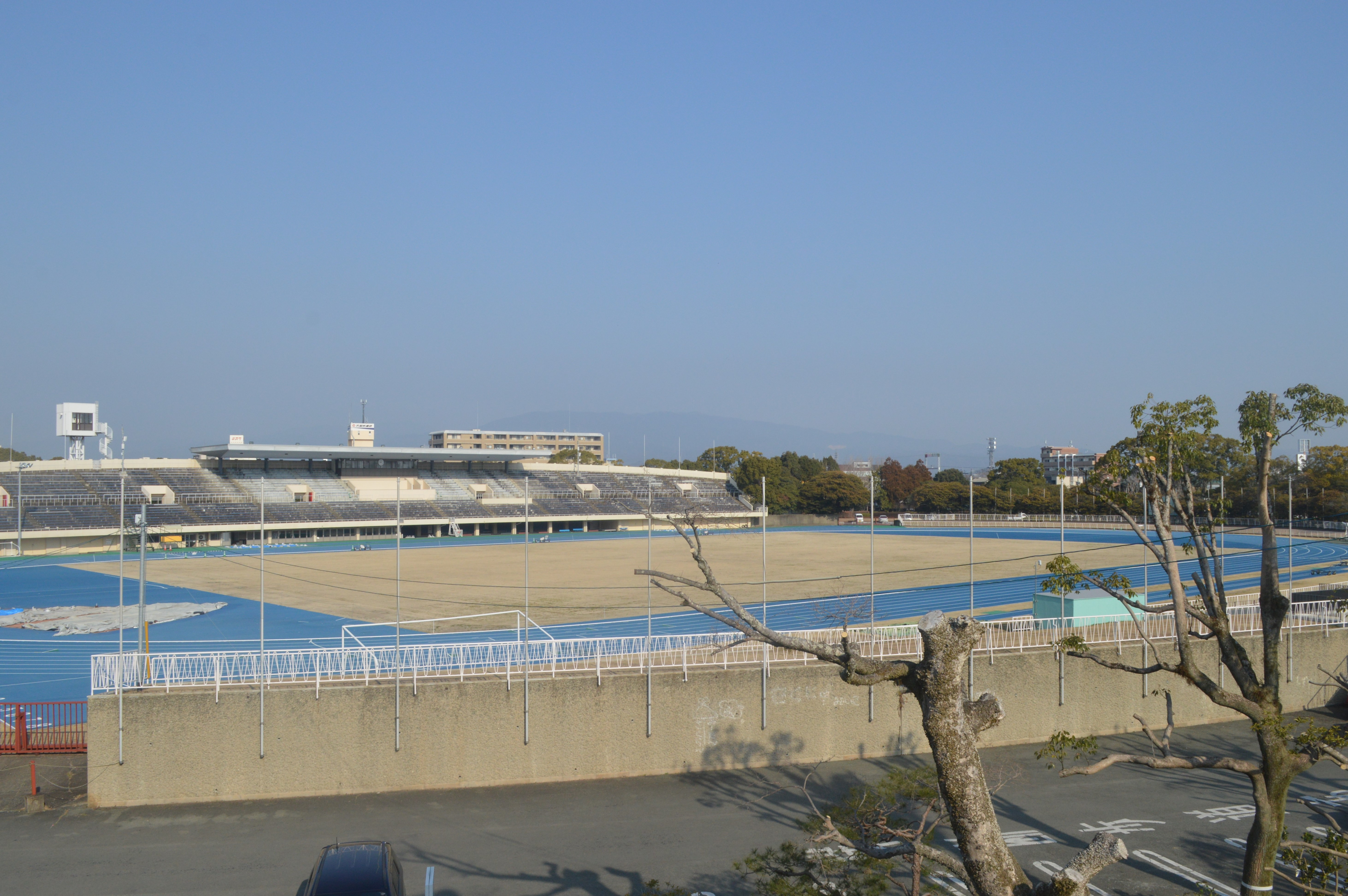
陸上競技場（主競技場）
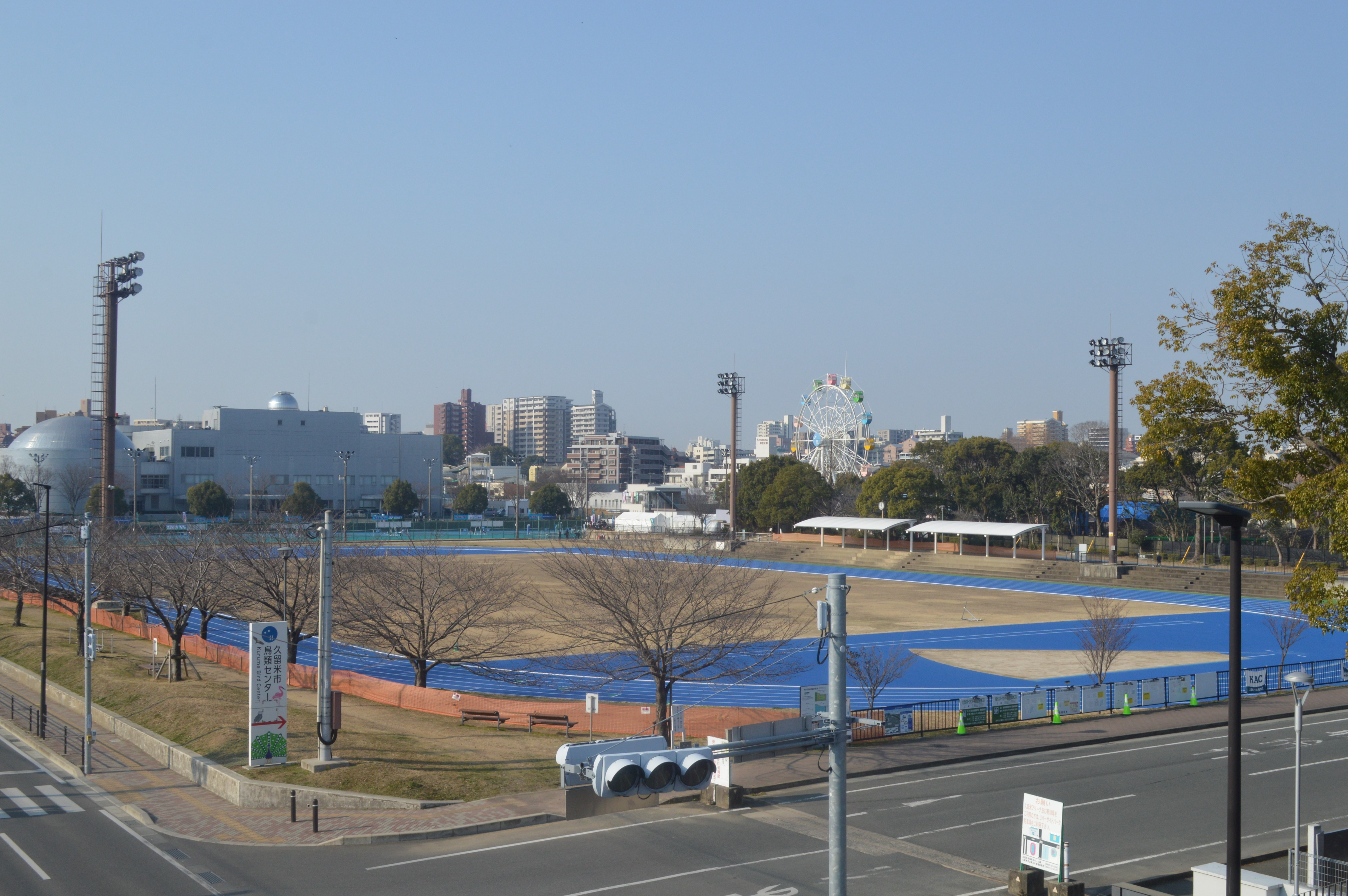
陸上競技場（補助競技場）

## 周辺施設
- 福岡県青少年科学館
- 久留米市鳥類センター

## 交通アクセス
- 西鉄天神大牟田線櫛原駅から徒歩5分
- 西鉄バス「青少年科学館前」バス停下車後徒歩5分